# Alvin Kraenzlein
Alvin Christian Kraenzlein (Milwaukee, 12 december 1876 – Wilkes-Barre, 6 januari 1928) was een Amerikaanse atleet, die gespecialiseerd was in de sprint, hordelopen en verspringen. Hij was de eerste sporter die vier olympische titels won tijdens één enkele Olympische Spelen.
Kraenzlein ging naar de Universiteit van Wisconsin en later naar de universiteit van Pennsylvania om daar tandheelkunde te studeren. Hij won zijn eerste atletiektitel op de 220 yard horden, tijdens wedstrijden van de Amateur Atletiek Unie (AAU). In de daaropvolgende jaren wist hij nog vele titels te winnen, waaronder vijf AAU-titels bij zowel het hordelopen als het verspringen. Hij baarde vooral opzien met zijn hordentechniek. Hij was de eerste atleet die de, nu gebruikelijke, techniek toepaste waarbij het voorste been gestrekt blijft.
In 1900 bereidde Kraenzlein zich in Engeland voor op de Olympische Spelen. Hij won de Britse titel op de 120 yard horden en het verspringen, voordat hij deelnam aan de Olympische Zomerspelen van 1900 in Parijs. Daar won hij vier titels: de 60 meter, de 110 meter horden, de 200 meter horden en het verspringen.
Zijn laatste overwinning was zeer opmerkelijk. Hij wist de nummer twee Meyer Prinstein met slechts een enkele centimeter te verslaan. De afstand van Prinstein was echter de afstand die hij had afgelegd tijdens de kwalificatie. Prinstein nam niet deel aan de finale op zondag vanwege zijn religieuze overtuiging.
Hij trok zich het jaar erna terug uit de actieve atletiek. Hij was op dat moment in het bezit van zes wereldrecords. Hij studeerde af aan de universiteit en werd tandarts. Na een aantal jaren werd hij atletiekcoach van het team van de Universiteit van Pennsylvania. Alvin Kraenzlein overleed op 51-jarige leeftijd aan een hartkwaal.

## Titels
- Olympisch kampioen 60 m - 1900
- Olympisch kampioen 110 m horden - 1900
- Olympisch kampioen 200 m horden - 1900
- Olympisch kampioen verspringen - 1900
- Amerikaans kampioen 110 yd horden - 1898, 1899
- Amerikaans kampioen 220 yd horden - 1897, 1898, 1899
- Amerikaans kampioen verspringen - 1899
- IC4A kampioen 100 yd - 1900
- IC4A kampioen 120 yd horden - 1898, 1899, 1900
- IC4A kampioen 200 yd horden - 1898, 1899, 1900
- IC4A kampioen verspringen - 1899

## Persoonlijke records
| Onderdeel     | Prestatie | Jaar |
| ------------- | --------- | ---- |
| 100 m         | 10,8 s    | 1900 |
| 120 yd horden | 15,2 s    | 1898 |
| 220 yd horden | 23,6 s    | 1898 |
| verspringen   | 7,43 m    | 1899 |

1900: Alvin Kraenzlein ·
1904: Archie Hahn
1896: Tom Curtis ·
1900: Alvin Kraenzlein ·
1904: Frederick Schule ·
1908: Forrest Smithson ·
1912: Fred Kelly ·
1920: Earl Thomson ·
1924: Daniel Kinsey ·
1928: Sydney Atkinson ·
1932: George Saling ·
1936: Forrest Towns ·
1948: William Porter ·
1952: Harrison Dillard ·
1956: Lee Calhoun ·
1960: Lee Calhoun ·
1964: Hayes Jones ·
1968: Willie Davenport ·
1972: Rod Milburn ·
1976: Guy Drut ·
1980: Thomas Munkelt ·
1984: Roger Kingdom ·
1988: Roger Kingdom ·
1992: Mark McKoy ·
1996: Allen Johnson ·
2000: Anier García ·
2004: Liu Xiang ·
2008: Dayron Robles ·
2012: Aries Merritt ·
2016: Omar McLeod ·
2020: Hansle Parchment ·
2024: Grant Holloway
1900: Alvin Kraenzlein ·
1904: Harry Hillman
1896: Ellery Clark ·
1900: Alvin Kraenzlein ·
1904: Meyer Prinstein ·
1908: Frank Irons ·
1912: Albert Gutterson ·
1920: William Petersson ·
1924: William DeHart Hubbard ·
1928: Ed Hamm ·
1932: Ed Gordon ·
1936: Jesse Owens ·
1948: Willie Steele ·
1952: Jerome Biffle ·
1956: Greg Bell ·
1960: Ralph Boston ·
1964: Lynn Davies ·
1968: Bob Beamon ·
1972: Randy Williams ·
1976: Arnie Robinson ·
1980: Lutz Dombrowski ·
1984: Carl Lewis ·
1988: Carl Lewis ·
1992: Carl Lewis ·
1996: Carl Lewis ·
2000: Iván Pedroso ·
2004: Dwight Phillips ·
2008: Irving Saladino ·
2012: Greg Rutherford ·
2016: Jeff Henderson ·
2020: Miltiadis Tentoglou ·
2024: Miltiadis Tentoglou
- Gemeinsame Normdatei: 1111572070
- World Athletics: 14992397
- Virtual International Authority File: 4211147270648435700008
- WorldCat: E39PBJpv6mVhQhXVgtQ88vgMyd